# Stellwaghaus

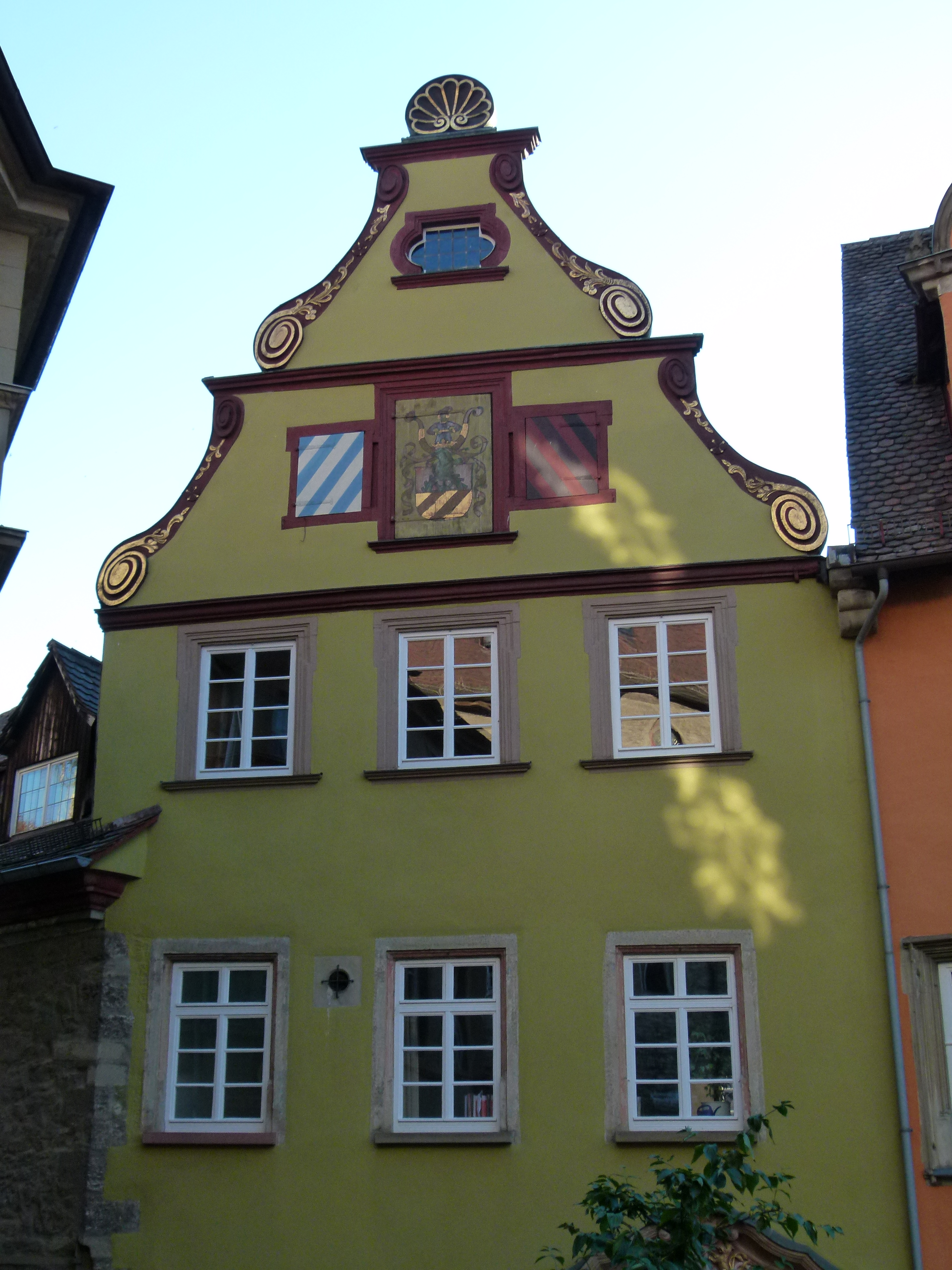
Der Renaissancegiebel

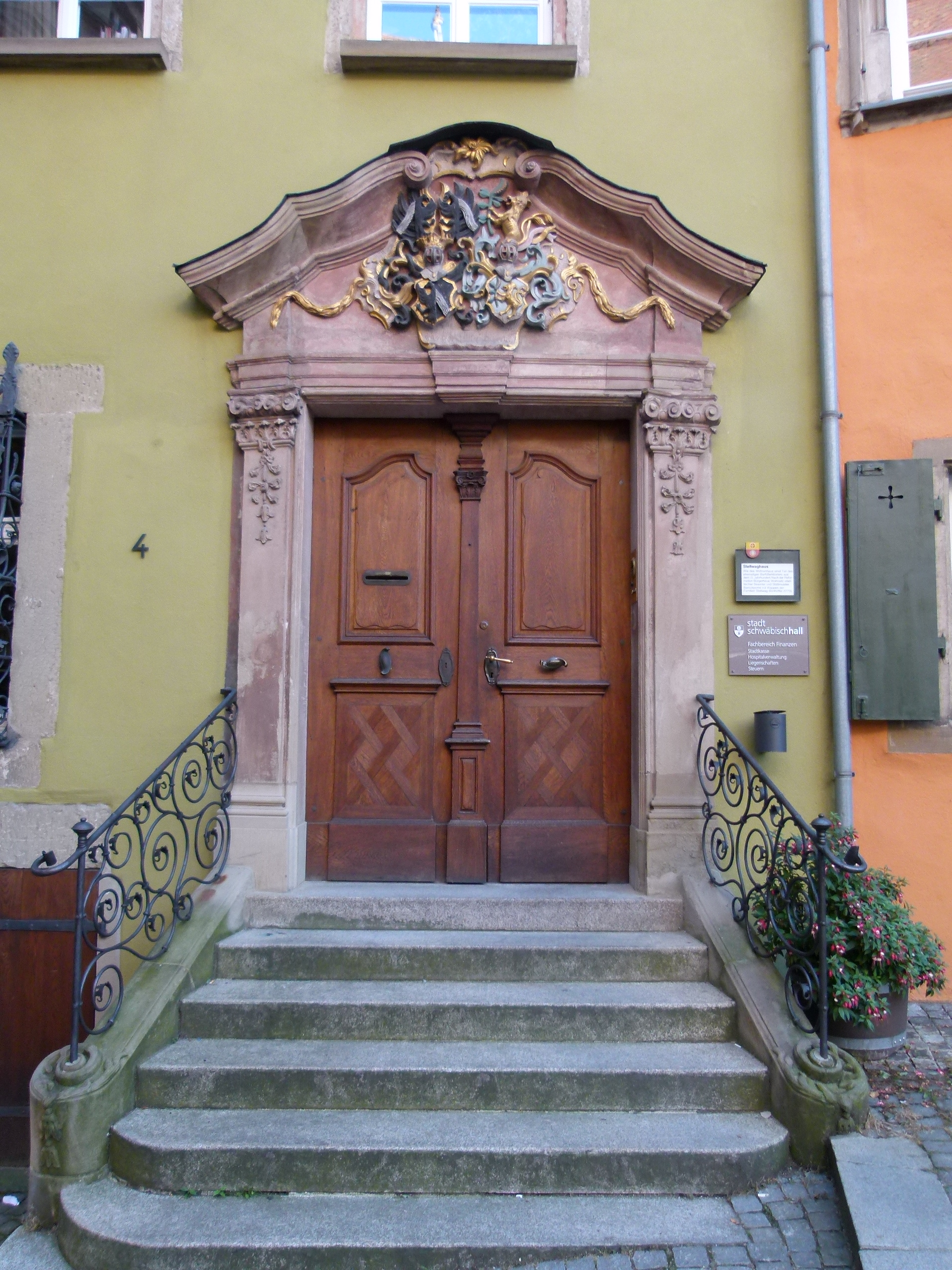
Das Portal mit dem Allianzwappen

Das Stellwaghaus Am Markt Nr. 4 in Schwäbisch Hall ist ein altes Wohnhaus, das lange Zeit im Besitz von Mitgliedern der Familie Stellwag war. Es wird heute von der Stadt Schwäbisch Hall genutzt.

## Geschichte
Das Stellwaghaus wurde wahrscheinlich an der Stelle eines Vorgängerbaus, eines frühsalischen Herrenhofes, errichtet.
Zwischen den beiden heutigen Häusern Am Markt 4 und 5 lag im 16. Jahrhundert noch das Haus des Ratsbüttels und sie waren noch nicht zusammengebaut. Haus Nr. 4, ein mittelalterliches dreistöckiges Steinhaus, das in der Renaissance einen geschweiften Giebel und im Barock ein neues Portal erhielt, gehörte wohl bis 1524 zum Franziskanerkloster und diente zeitweise auch als Lateinschule. 1544 wurde es nach der Säkularisation des Klosters vom Rat der Reichsstadt Hall an Georg Gainbach verkauft, der dem Inneren Rat angehörte. Später war es im Besitz von Georg Friedrich Seiferheld, dessen Erben es 1692 an Leonhard Friedrich Textor verkauften, der ebenfalls Mitglied des Inneren Rates war. 1717 war der Stättmeister Johann David Stellwag Besitzer des Gebäudes, danach Johann Christoph David Stellwag und dann dessen Bruder Georg Friedrich Stellwag, schließlich im Jahr 1767 Frau Stadtschultheiß Stellwag und 1782 Johann David Stellwag. Auch dieser war ein Mitglied des Inneren Rates. 
Während der Zeit im Besitz der Familie Stellwag wurde das Haus umgestaltet: Auf der Ostseite wurde ein spätbarockes Schmuckportal, das über eine Freitreppe zu erreichen ist, angebracht. Es ist mit „L. G. Cuithus 1779“ bezeichnet. Darüber wurde ein Allianzwappen der Hausbesitzer angebracht. Das heraldisch rechte Wappen steht für Johann David Stellwag (1735–1789), das linke gehört zu seiner Ehefrau Maria Magdalena Bonhöffer (1744–1794). Ein weiteres Wappen ist auf die Ladeluke im Giebel aufgemalt, das aber zu einer anderen Familie zu gehören scheint.
Der nächste Besitzer nach den Mitgliedern der Familie Stellwag war der Stättmeister Friedrich Gottlob vom Jemgumer Closter, auf den N. Braz folgte. Dessen Witwe verkaufte das Haus im Jahr 1825 an den Kaufmann Eberhard Bühler, der kurz darauf gestorben sein muss. Seine Witwe erbte das Haus; ihre Nachfahren verkauften es 1861 an Robert Dürr, dem es mindestens bis 1905 gehörte.
Robert Dürr nahm einige Veränderungen an dem Haus vor. 1865 wurde ihm der Anbau eines Balkons in Richtung Hafenmarkt genehmigt, der auf Konsolen ruhte, 1879 wurde im Zuge einer Modernisierung der sanitären Anlagen auch ein neues Fenster im Erdgeschoss auf der Südseite des Hauses geschaffen.
Am 8. Oktober 1925 wurde das Stellwaghaus in das Landesverzeichnis der Baudenkmale in Württemberg eingetragen.
Ein Nachfolger Dürrs, Hubert Mühlbauer, wehrte sich 1939 gegen die Entfernung des 1865 angebrachten Balkons, der als nicht mehr sicher angesehen wurde. Schon damals wurden ihm Mittel des Landesamts für Denkmalpflege in Aussicht gestellt, um die Abbrucharbeiten zu finanzieren. Im selben Jahr wurde das Haus an die Kanalisation angeschlossen. 
Am 5. November 1942 kam die Jüding Golda Laja Rener nach Schwäbisch Hall. Getarnt als polnische Zwangsarbeiterin, lebte sie kurze Zeit in dem Haus, wurde aber offenbar schnell enttarnt, am 19. November 1942 der Gestapo in Stuttgart übergeben und nach Auschwitz deportiert, wo sie im März 1943 ermordet wurde.
1943 erfolgten Umbauten im zweiten Stock, 1949 wurde ein Werbeschild für den Tabakwarengroßhandel K. Gengenbach, der sich damals im Haus befand, angebracht. 
1955 erhielt Mühlbauer wiederum einen Zuschuss, um das Haus renovieren zu lassen. Damals wurde das Mauerwerk des Gebäudes freigelegt; ferner wurden das dem Markt zugewandte Barockportal instand gesetzt, der Barockgiebel zum Markt erneuert und mit einer Abdeckung aus vergoldetem Kupferblech versehen und das Dachhäuschen repariert. Ein historisierender Balkon, der zunächst ebenfalls geplant war, durfte nicht angebracht werden. Im Zuge der Renovierungsarbeiten erhielt das Haus auch eine Zentralheizung.

Skizze der Häuser Am Markt 4 und 5
Am Markt nach dem Stadtbrand